# Museo de La Plata
Museo de La Plata (česky Laplatské muzeum) je přírodovědné muzeum ve městě La Plata v Argentině. Je součástí Fakulty a muzea přírodních věd při Laplatské národní univerzitě (Universidad Nacional de La Plata - UNLP).
Muzeum má 400 vědeckých pracovníků, kterým slouží knihovna o více než 58 tisících svazků. Součástí sbírek jsou 3 miliony fosilií a ostatních sbírkových předmětů včetně 44 000 předmětů z oboru botaniky. Budova muzea je dlouhá 135 metrů a v roce 1992 k ní byl přistaven amfiteátr. Roční návštěvnost činí 400 000, z čehož 8 % tvoří návštěvníci a hostující výzkumníci z ciziny.

## Dějiny

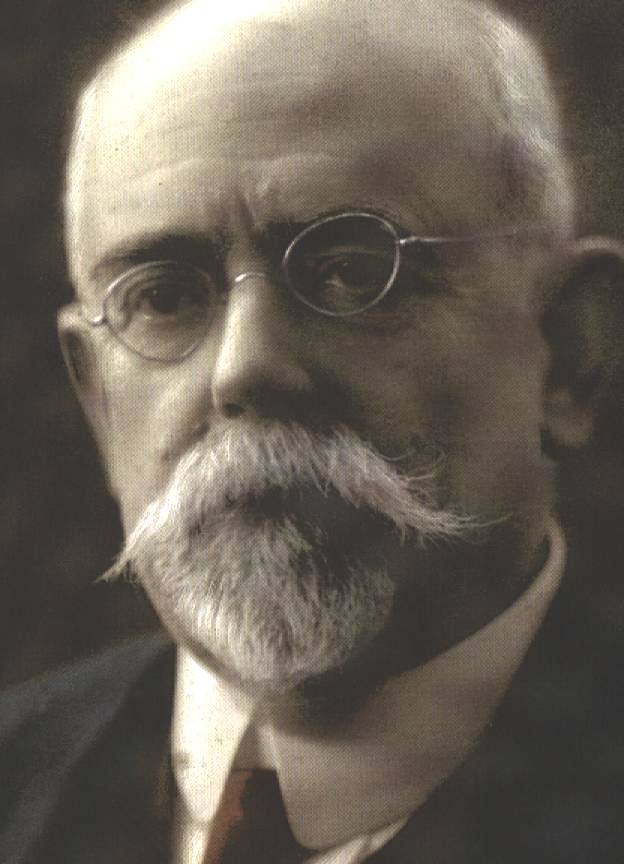
Badatel a antropolog Francisco P. Moreno

Dětské výlety s otcem a starším bratrem přivedly tehdy 14letého Francisca Morena k tomu, aby v roce 1866 vystavil svou rostoucí sbírku antropologických, fosilních a kostních nálezů v domě své rodiny v Buenos Aires, čímž nevědomky položil základy budoucímu Laplatskému muzeu.
Mezi lety 1873 a 1877 zkoumal Moreno tehdy vzdálenou a do značné míry nezmapovanou Patagonii a stal se prvním Argentincem evropského původu, který dosáhl jezer Nahuel Huapi a Argentino s jeho impozantním ledovcem, který nyní nese na jeho počest jméno Moreno. Během tohoto průzkumu shromáždil rozsáhlou sbírku obsahující především paleontologické a antropogenní nálezy a ty pak pečlivě klasifikoval. Jeho cesta mimo jiné ovlivnila stanovení hranic se sousedním Chile v roce 1881. Jeho sbírky se staly základem Archeologického a antropologického muzea v Buenos Aires, které bylo založeno v roce 1877.
Svými dary muzeu přispěli i mezinárodně uznávaní přírodovědci jako Paul Broca a Rudolf Virchow a staly se exponáty muzea přírodních věd Bernardina Rivadavia. Založení města La Plata v roce 1882 jako nového hlavního města provincie Buenos Aires vedlo místní zákonodárce k tomu, že v roce 1884 nechali sbírku přenést do nového, tehdy rozestavěného muzea nacházejícího se na severní straně parku navrženého renomovaným urbanistou Charlesem Thaysem .
Laplatské muzeum bylo slavnostně otevřeno 19. listopadu 1888 v den šestého výročí založení města. Protože Morenovy sbírky tvořily jádro muzea, byl jmenován jeho prvním ředitelem. V roce 1888 propustil z muzea Florentina Ameghina a dokonce mu odepřel vstup do budovy. Aby doplnil popis nálezů, ponechal si Ameghino během sporů část sbírky fosilií, které jménem muzea shromáždil jeho bratr Carlos Ameghino v provincii Santa Cruz. Dalším raným přispěvatelem do paleontologické sbírky muzeí byl přítel Florentina Ameghina Santiago Roth a Moreno ho v roce 1895 jmenoval vedoucím paleontologického oddělení muzea.
Přestože muzeum mělo v rozpočtu prostředky pouze na devět asistentů, neboť jeho financování bylo omezeno legislativou, snažil se Moreno zpočátku instituci a její sbírky udržet. Tato omezení posléze přesvědčila Morena, aby v roce 1906 začlenil muzeum do nové a rostoucí Laplatské univerzity, která je v současnosti druhou největší v Argentině. Ztráta samostatnosti vedla k tomu, že Moreno opustil místo ředitele a odešel do důchodu, přestože si ponechal funkci předního správce sbírek a ta ho zaměstnávala až do jeho smrti v roce 1919.
Morenovy sbírky budily od počátku pozornost světové antropologické komunity a přitahovaly četné hostující mezinárodní učence. Muzeum získalo akreditaci Americké aliance muzeí a také uznání od jednoho z tehdy nejprestižnějších přírodovědců Spojených států Henryho Augusta Warda, který ho považoval za čtvrté nejvýznamnější svého druhu na světě.
V krátkém filmu Intersección (2008) Nicoláse Isasiho se první scéna odehrává na schodech Přírodovědného muzea v La Plata.

## Charakteristika muzea

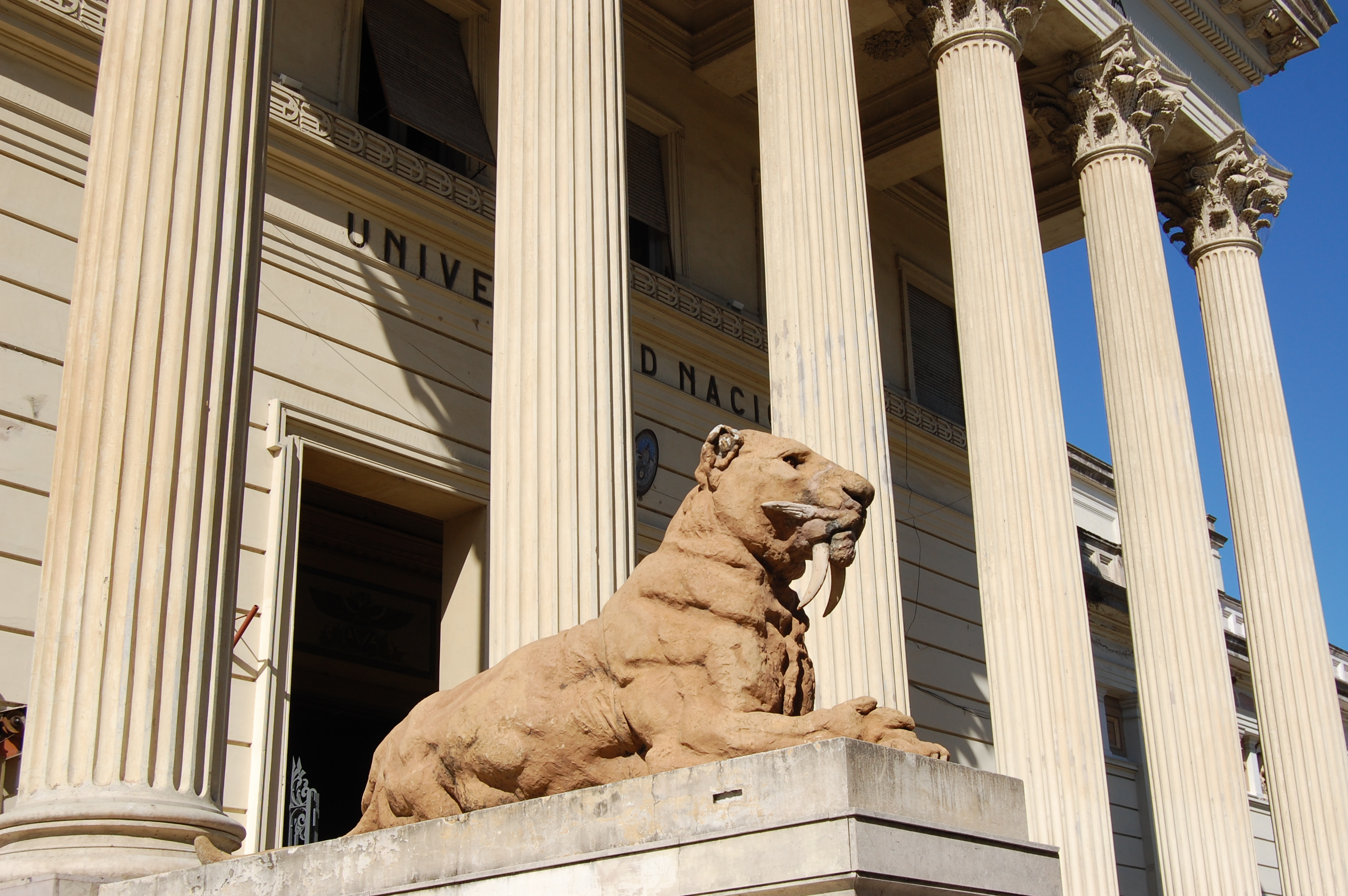
Vchod do muzea střeží plastika smilodona od Victora de Pol

Muzeum má ve své sbírce asi 3 miliony položek, i když jen malá část z nich je umístěna v expozicích. Prestiž muzea pochází převážně ze sbírky fosílií velkých savců nalezených v oblasti pamp v severní Argentině, datovaných do třetí a čtvrté periody kenozoika.
Součástí expozice jsou rovněž argentinští trilobiti z období kambria a graptoliti z období siluru. Muzeum má i zoologickou, entomologickou a botanickou expozici.
Pokud jde o antropologii, muzeum se zaměřuje především na exponáty s tematikou Jižní Ameriky, zejména z Argentiny a Peru ukazující kulturní vývoj Ameriky od předkeramického období (12 800 př. n. l.) do doby Incké říše a příchodu Evropanů. Ovšem je zde i egyptská expozice, která ukazuje rekonstrukci chrámu v Akši.
Muzeum sice zmodernizovalo své exponáty a přidalo technická média, ale stále udržuje osteologickou expozici se stejnými charakteristikami, kritérii a koncepty, jaké mělo na počátku dvacátého století. Tím si prohlídka muzea zachovává původní koncept dle časové osy evoluční historie, což odpovídá dominantním myšlenkám vědecké komunity na konci devatenáctého století.

### Egyptské exponáty
První tři předměty do egyptologické sbírky daroval Dardo Rocha, zakladatel města La Plata a jeho dlouholetý starosta. Jednalo se o tři mumie z doby asi před 2 700 lety a jsou uchovávány ve svých sarkofázích.
V letech 1961 až 1963 financovala argentinská vláda průzkumné a záchranné práce památek v Súdánu a Egyptě. Tato mezinárodní akce probíhala pod záštitou UNESCO a jejím cílem byla záchrana památek ohrožených zaplavením v důsledku výstavby Asuánské přehrady na Nilu. Výsledkem práce argentinských archeologů bylo vykopání chrámu Ramesse II. ze 13. století př. n. l. v lokalitě Akša (Súdán). Výměnou obdrželo muzeum 300 předmětů, z nichž 60 se týkalo přímo chrámu Ramesse II. Zbývající předměty byly nalezeny v egyptských hrobkách, nebo na jiných prehistorických místech a pohřebištích.

## Muzeum ve filmu
- Ve filmu El aura (2005) od Fabiána Bielinského pracuje postava, kterou hraje herec Ricardo Darín, jako preparátor pro Muzeum La Plata.[9]
- V krátkém filmu Intersección (2008) od Nicoláse Isasiho se první scéna odehrává na schodech Muzea přírodních věd La Plata.[10]
- Dokument El Perito en límites (2019) od Gustava Lorenza představuje životní příběh Perita Morena, zakladatele Muzea La Plata, a jeho odkaz jako vědce, přírodovědce, environmentalisty, politika, objevitele a geografa.

## Galerie

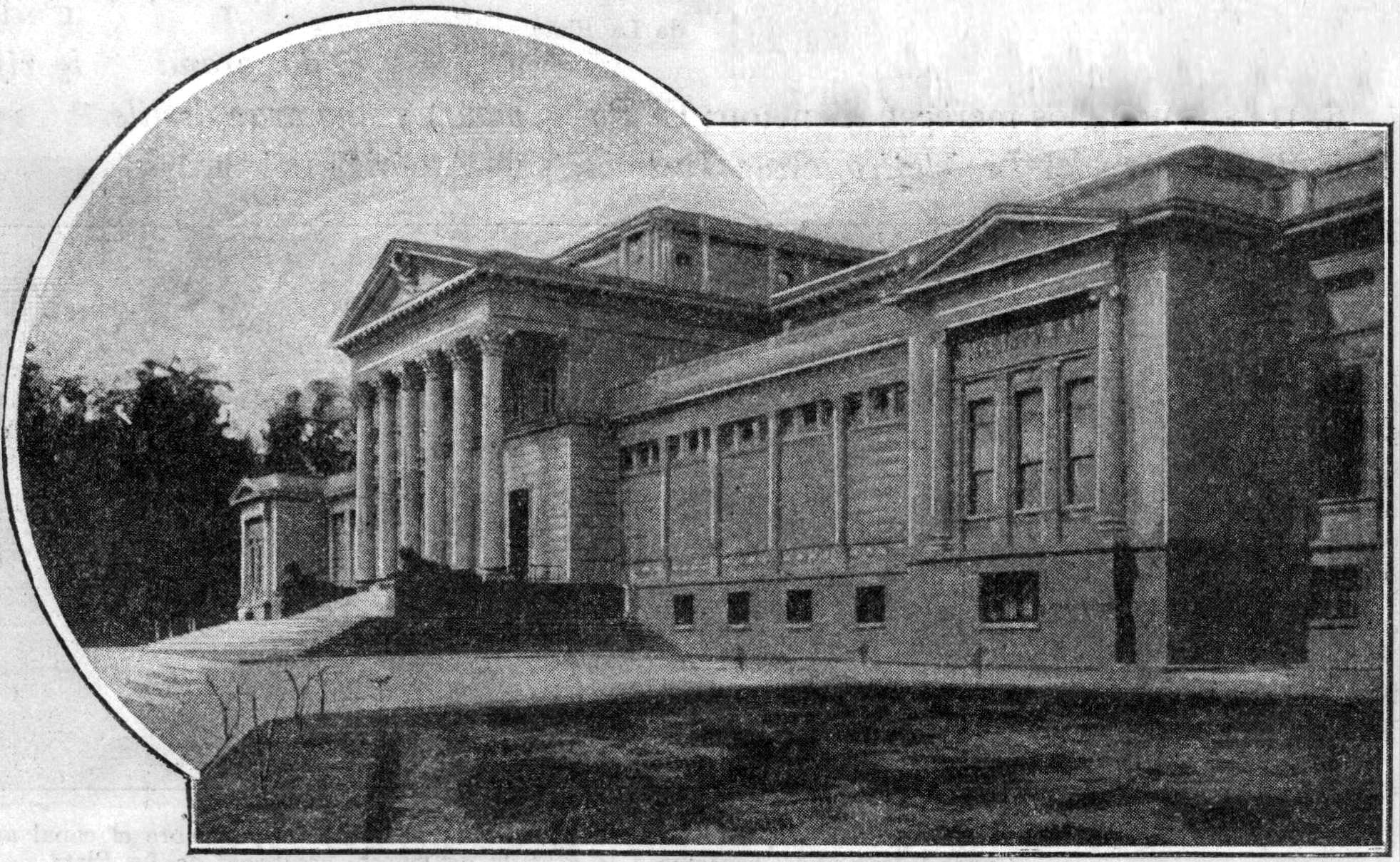
Fasáda muzea v 30. letech 20. století
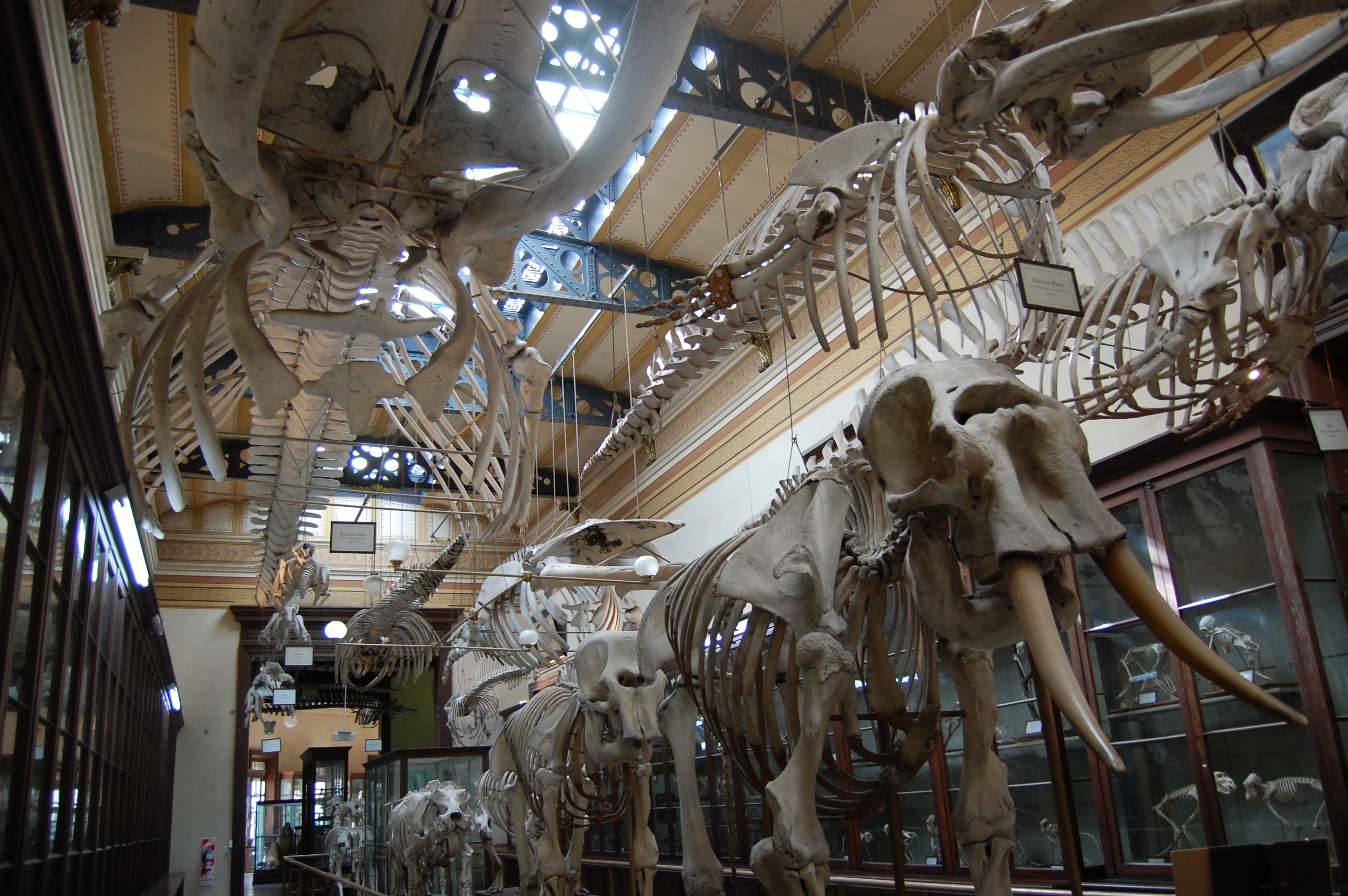
Srovnávací osteologický sál
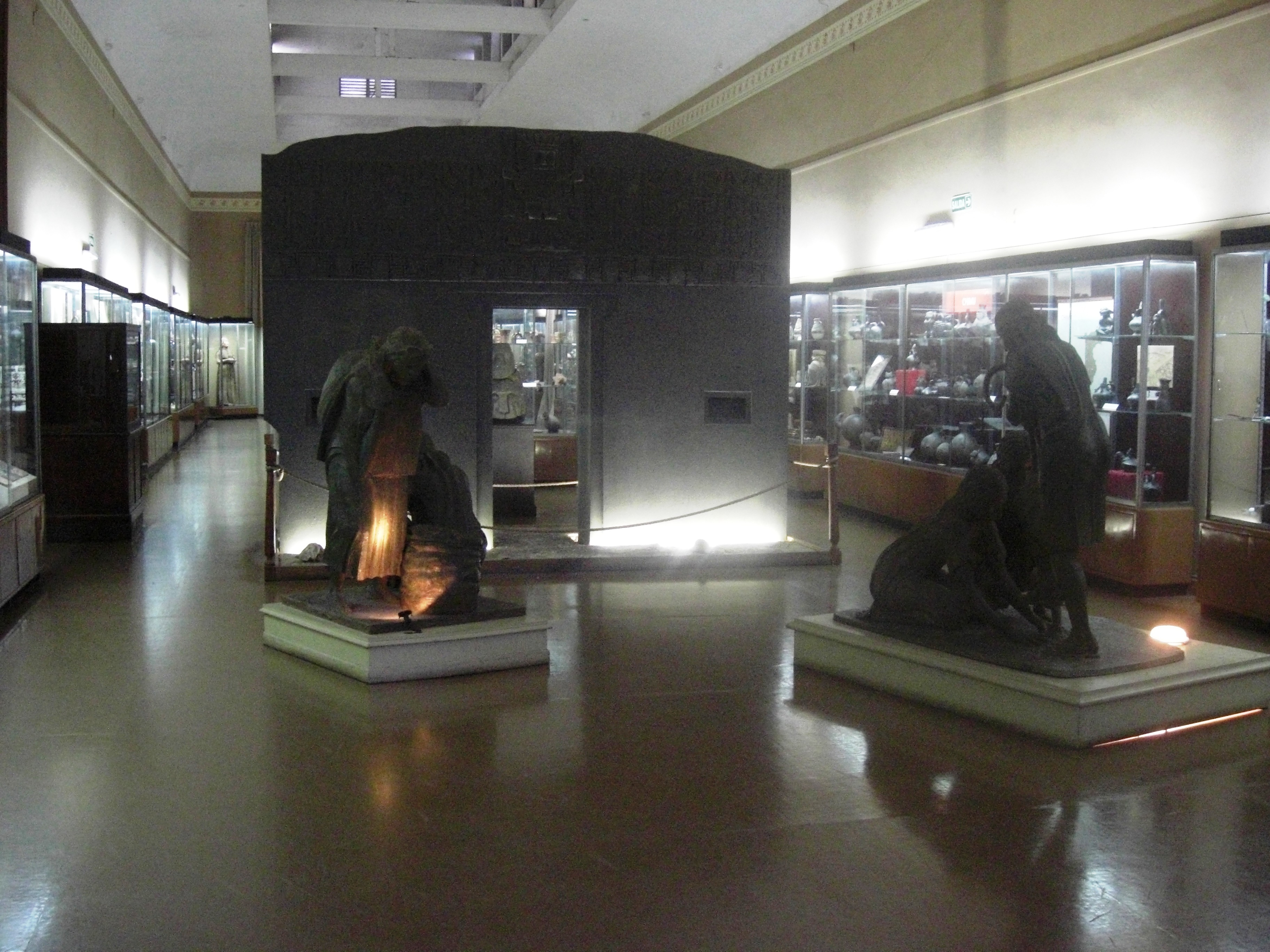
Národopisný sál
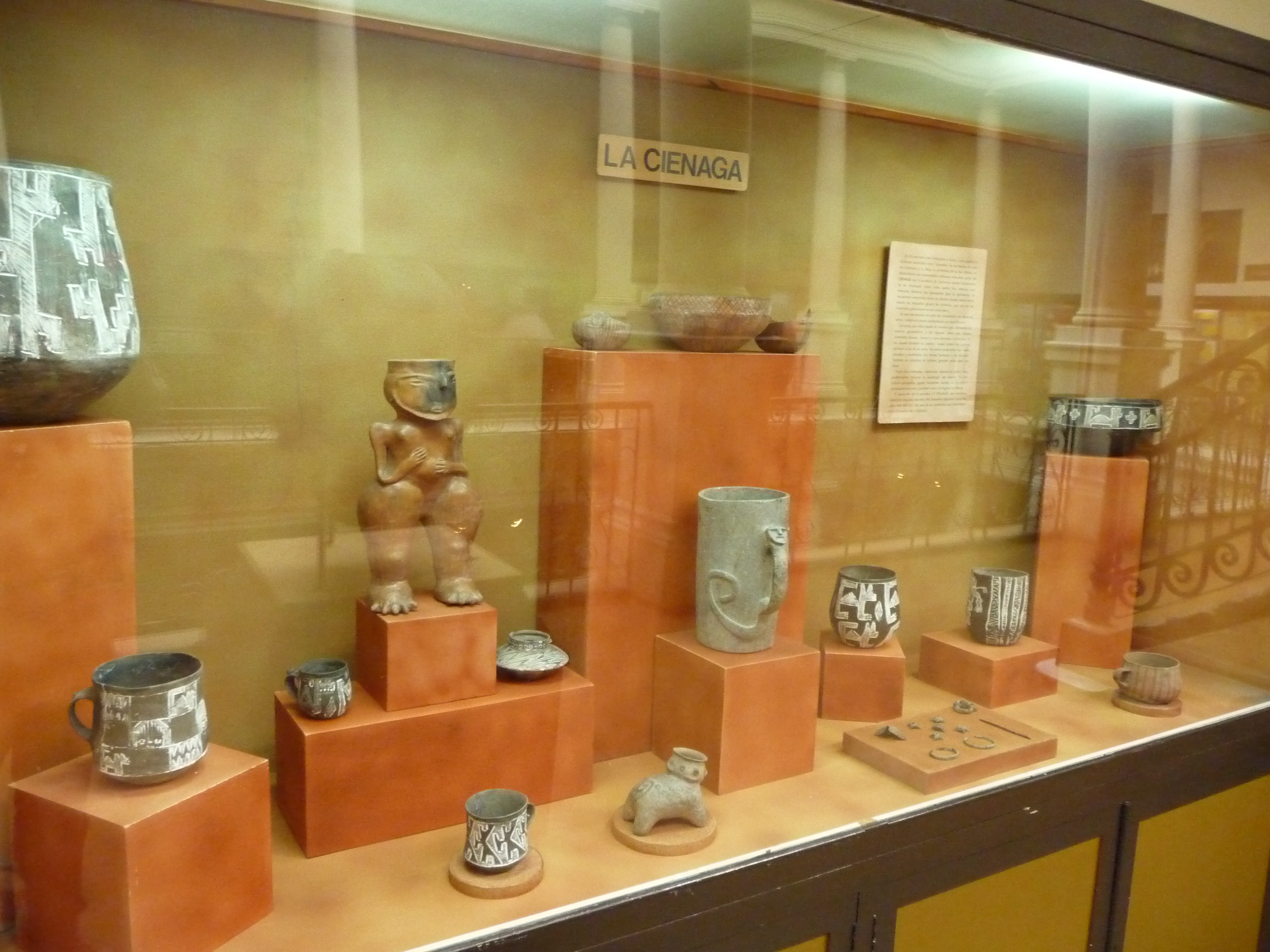
Výstava kultury la Ciénaga.
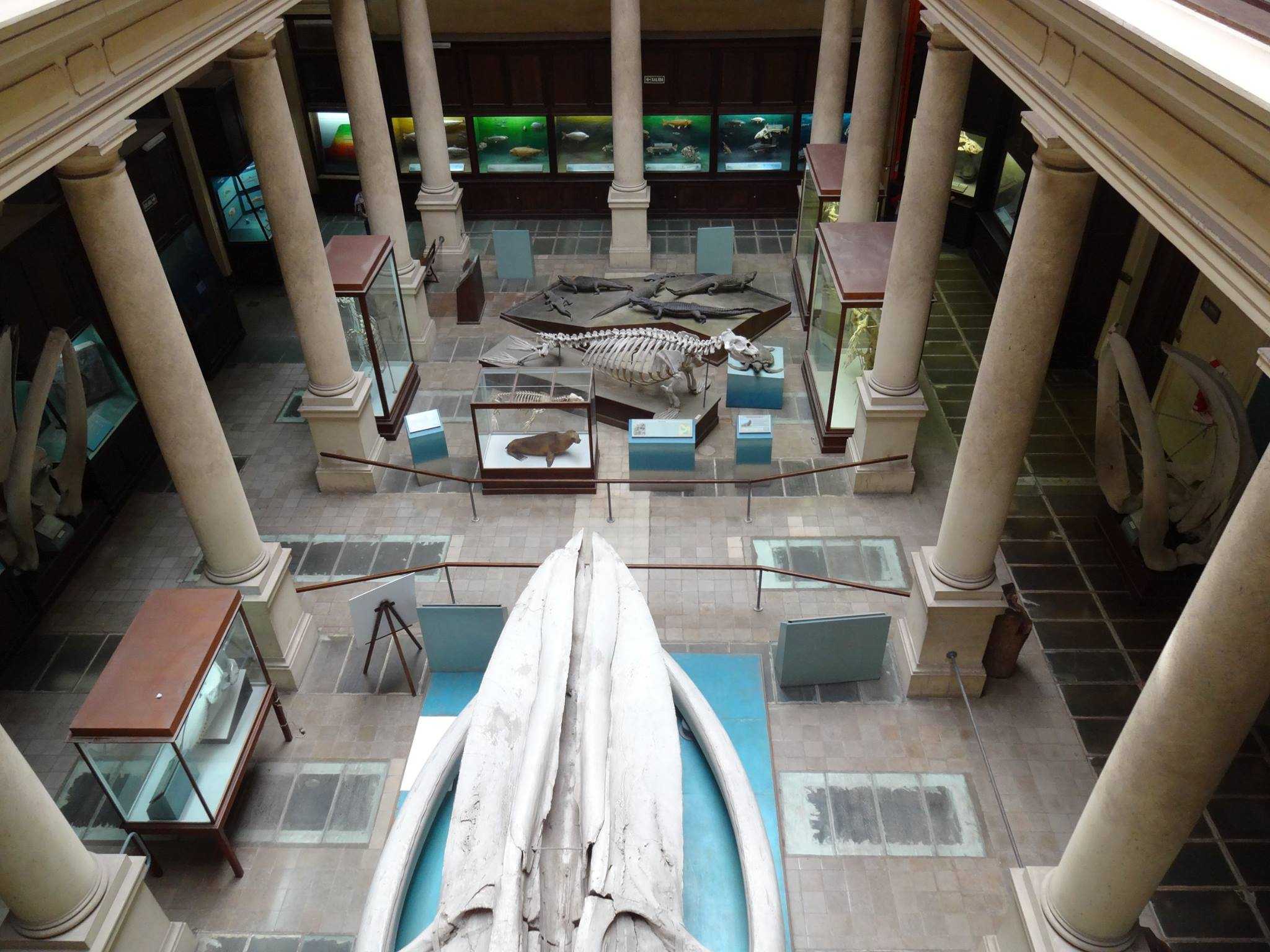
Oceánografický sál
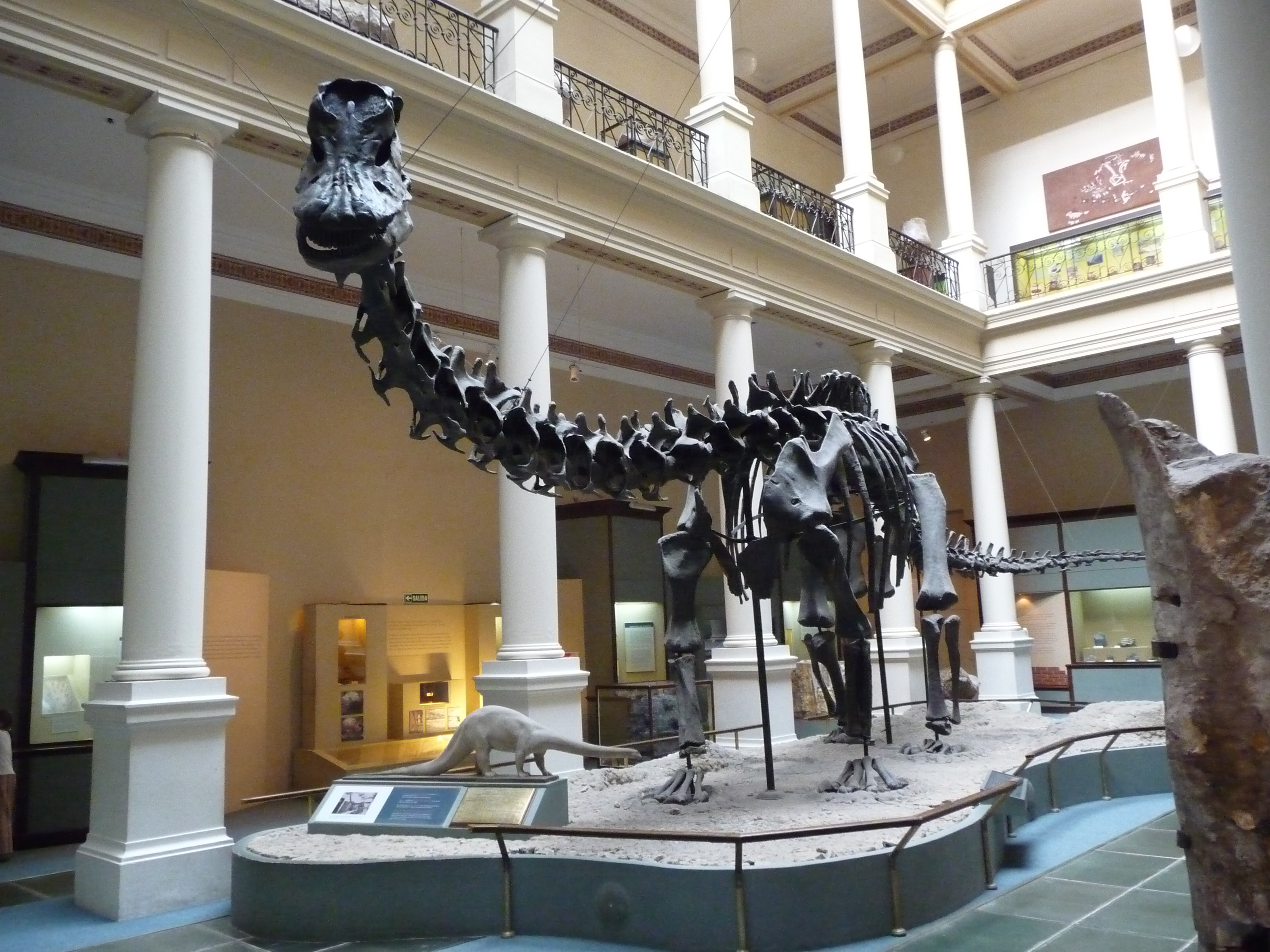
Kopie fosilie Diplodoka